# Enorme (álbum)
Enorme es el sexto disco de Alejandra Guzmán y fue lanzado el 27 de septiembre de 1994. Presentó canciones con un ritmo orquestal. Hizo la gira Enorme por toda Latinoamérica y Estados Unidos. Un año después, viajó a Barcelona, España, para realizar su primer concierto en Europa. También tuvo la gran oportunidad de cantar en el festival Viña del Mar. Ganó disco de oro.

## Lista de canciones
| Enorme |                           |                |          |  |
| N.º    | Título                    | Escritor(es)   | Duración |  |
| 1.     | «Cuando dos van a muerte» | Sánchez, Valle | 3:43     |  |
| 2.     | «Pasa la vida»            | Sánchez, Valle | 3:42     |  |
| 3.     | «Despertar»               | Sánchez, Valle | 5:00     |  |
| 4.     | «Dan tanto miedo»         | Sánchez, Valle | 3:36     |  |
| 5.     | «De un trago»             | Sánchez, Valle | 4:35     |  |
| 6.     | «No hay nadie como tú»    | Sánchez, Valle | 4:23     |  |
| 7.     | «Baila»                   | Sánchez, Valle | 2:47     |  |
| 8.     | «Amigo»                   | Sánchez, Valle | 3:32     |  |
| 9.     | «Morir de Amor»           | Sánchez, Valle | 4:04     |  |
| 10.    | «Corazones rotos»         | Sánchez, Valle | 3:55     |  |

## Sencillos
- 1994: «Pasa la vida»
- 1994: «Despertar»
- 1994: «Amigo»
- 1994: «No hay nadie como tú»
- 1995: «Corazones rotos»
- 1995: «Cuando dos van a muerte»